# Adolph Scharenberg

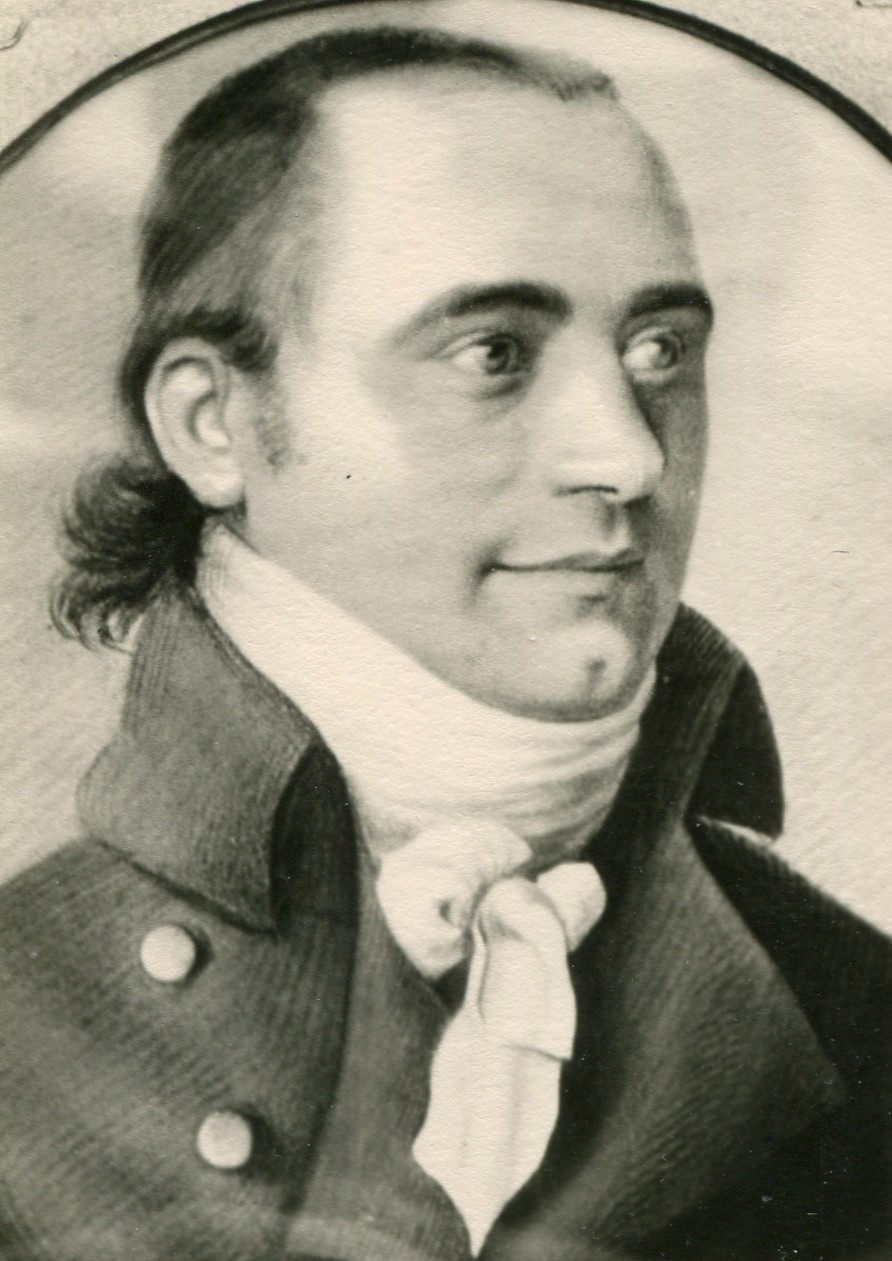
Adolph Scharenberg

Adolph Friedrich Christian Scharenberg (* 21. April 1766 in Neustrelitz; † 8. April 1852 ebenda) war ein deutscher Porträtmaler.

## Leben
Adolph Scharenberg wurde als Sohn des Neustrelitzer Hofglasers und Stadtaltermanns Adolph Friedrich Scharenberg (1740–1800) geboren.
Seine künstlerische Ausbildung erfuhr Scharenberg in Berlin. Er arbeitete überwiegend mit Öl, Pastell, Miniaturen und Porzellan.
In den Jahren von 1804 bis 1839 war er in verschiedenen Orten wie Doberan (1815), Strelitz (1804–1806), Güstrow (1805, 1828, 1835, 1839) und Neustrelitz (1816) tätig. Scharenberg war Freimaurer und am 31. Oktober 1815 Mitstifter der St. Johannis-Loge Zum Friedensbunde in Neubrandenburg; er war selbst Mitglied der Freimaurerloge Zu den drei goldenen Ankern. Im Jahr 1824 war er Schlossbedienter (Kastellan) in Mirow. Dort übernahm er auch für die ersten Jahre den Zeichenunterricht am großherzoglichen Lehrerseminar.

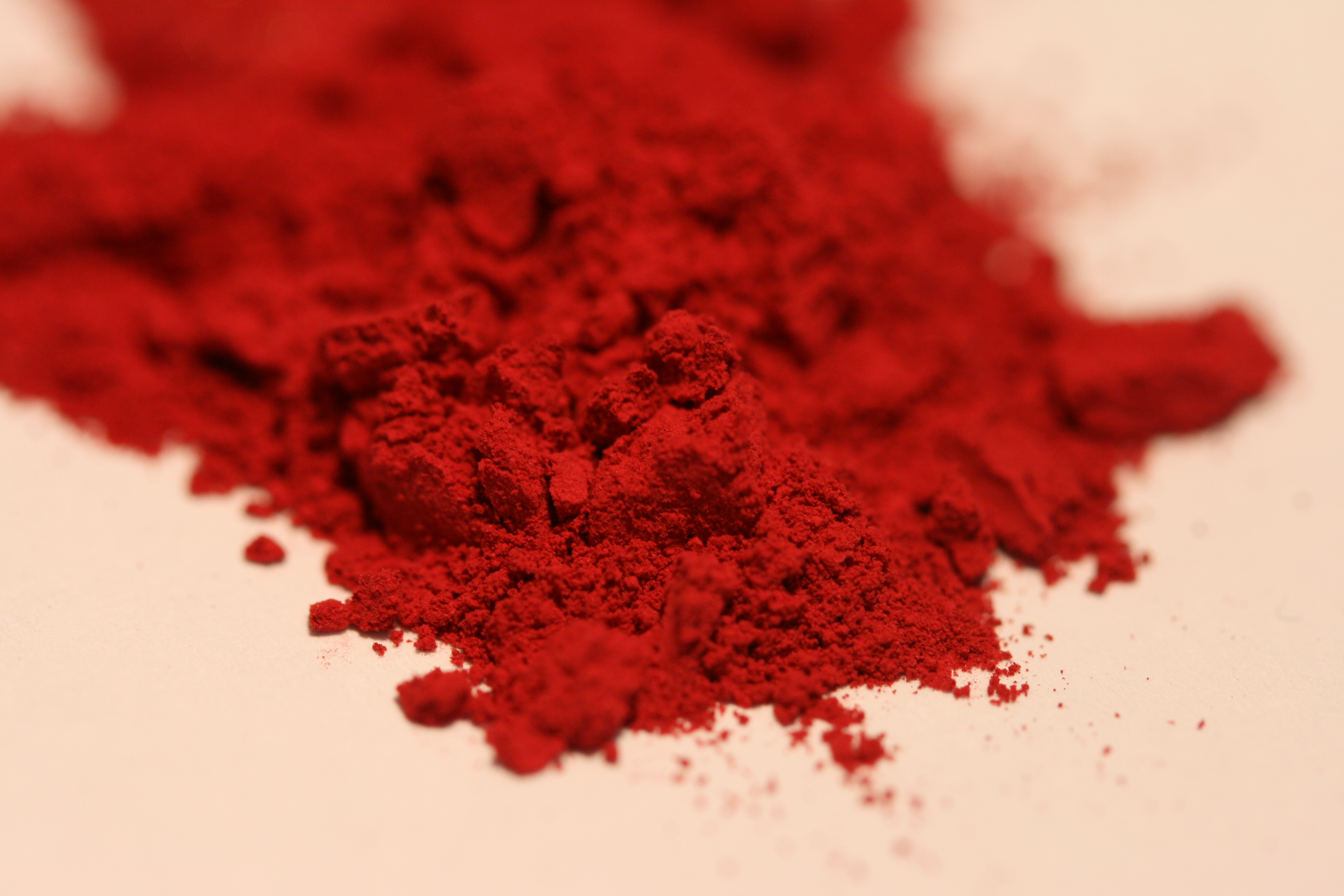
Roter Krapplack

Besonders geschickt war Scharenberg im Umgang mit Krapp, wo er jahrzehntelange Erfahrungen in der Scheidung und sonstigen Behandlung der verschiedenen Bestandteile des Krapps machte. Er entdeckte u. a. eine Methode, wonach aus Krapp ausgezeichnet schöne Lacke erhalten werden. Er stellte über 80 Nuancen her, vom Blutrot bis zum hellsten Rosa, Carmoisin ins Lila und Braun stechend und viele weitere. Ebenfalls versuchte Scharenberg, seine Erfahrungen mit Krapp bei der Färberei anzuwenden, wo er auch beachtliche Ergebnisse erzielen konnte.
Im Jahr 1850 nahm Scharenberg an der deutschen Industrie-Ausstellung in der Central-Halle (Leipzig) teil. Ein Jahr später war er auch bei der Great Exhibition (deutsch Londoner Industrieausstellung) im Hyde Park vertreten.
Dort präsentierte er eine gute Auswahl Krapplacke, hergestellt durch einen neuen und günstigen Prozess, der diese gegen Lichteinwirkung resistent macht. Für diese Leistung bekam er eine ehrenhafte Prämie und eine Medaille.

## Werke
- Brustbild eines Herrn, im Staatlichen Museum Schwerin
- Oberst von Müller, im Staatlichen Museum Schwerin
- Herrenbildnis Christoph Christian (Friederich) Scharenberg, im Staatlichen Museum Schwerin
- Porträt des Großherzog von Mecklenburg Karl II., abgedruckt in der Carolinum 49. Jhrg. Heft 093 (1985), (Auktionsphoto abgerufen am 23. Juli 2021)
- Bildnis der Amalie Radel, (geb. Becker), (Auktionsphoto abgerufen am 26. Juni 2013)
- Oval-Bildnis der Prinzessin Maria Luise Albertine von Hessen-Darmstadt gen. „Prinzessin George“[2]